# 外崎真
外崎 真（そとざき まこと）は、日本の男性アニメプロデューサー。株式会社A-1 Pictures所属。

## 来歴・人物
高校卒業後、商社に勤めるも仕事に面白味を見いだせず約4年で退社。2年ほどのフリーターを経て、偶然見た求人雑誌に掲載されていたアニメ制作会社の制作進行という役職に好奇心をかられ、面接を受験。ほとんどアニメの事を何も知らないまま、アニメ業界へと足を踏み入れることとなる。
シンエイ動画では主に『ドラえもん』のテレビ・映画シリーズで制作進行・制作デスクを担当。後に『宇宙兄弟』や『大きい1年生と小さな2年生』、『逆転裁判 〜その「真実」、異議あり!〜 』で仕事を共にすることとなる渡辺歩とはここで出会っており、お互いアニメにそこまで精通していたわけでもなかったため、休憩スペースでは野球などの世間話をよくしていたという。また、渡辺からアニメの仕事の面白さを教えられたと語っている。
『ドラえもん のび太と緑の巨人伝』で制作デスクを務めたの後、長年仕事をしてきたシンエイ動画を退社し、A-1 Picturesへと入社。『宇宙兄弟』で自身初のアニメーションプロデューサーを担当した。

## 参加作品

### テレビアニメ
- ドラえもん (1979年のテレビアニメ) （1979年-2005年、制作進行[2]）
- あたしンち （2005年-2006年、制作進行）
- ぼくの防空壕 （2005年、 制作デスク）
- 宇宙兄弟 （2012-2014年、アニメーションプロデューサー）
- 世界征服〜謀略のズヴィズダー〜 （2014年、アニメーションプロデューサー）
- ガンスリンガー ストラトス （2015年、アニメーションプロデューサー）
- 逆転裁判 〜その「真実」、異議あり!〜 （2016年、アニメーションプロデューサー）
- PERSONA5 the Animation -THE DAY BREAKERS- （2016年、アニメーションプロデューサー）

### 劇場映画
- ドラえもん のび太の太陽王伝説 （2000年、制作進行）
- ドラえもん のび太と翼の勇者たち（2001年、制作進行）
- ドラえもん のび太とロボット王国 （2002年、制作進行）
- ドラえもん のび太とふしぎ風使い （2003年、制作進行）
- ドラえもん のび太のワンニャン時空伝 （2004年、制作デスク[3]）
- 映画ドラえもん のび太の恐竜2006 （2006年、制作デスク[4]）
- 映画ドラえもん のび太と緑の巨人伝 （2008年、制作デスク）
- 宇宙ショーへようこそ （2010年、ラインプロデューサー）
- 大きい1年生と小さな2年生 （2014年、プロデューサー）
- 宇宙兄弟#0 （2014年、アニメーションプロデューサー）